# 423 (numero)
Quattrocentoventitré (423) è il numero naturale dopo il 422 e prima del 424.

## Proprietà matematiche
- È un numero dispari.
- È un numero composto.
- È un numero difettivo.
- È un numero di Harshad.
- È un numero congruente.
- È parte delle terne pitagoriche (423, 564, 705), (423, 1064, 1145), (423, 1880, 1927), (423, 3300, 3327), (423, 9936, 9945), (423, 29820, 29823), (423, 89464, 89465).

## Astronomia
- 423P/Lemmon è una cometa periodica del sistema solare.
- 423 Diotima è un asteroide della fascia principale del sistema solare
- NGC 423 è una galassia spirale della costellazione dello Scultore.

## Astronautica
- Cosmos 423 è un satellite artificiale russo.